# Сомам (дегестан)
Сомам (перс. سمام) — дегестан в Ірані, у бахші Ранкух, в шагрестані Амлаш остану Ґілян. За даними перепису 2006 року, його населення становило 3332 особи, які проживали у складі 961 сімей.

## Населені пункти
До складу дегестану входять такі населені пункти:
- Асак
- Бує
- Ґавардж
- Емам
- Захун-Баре
- Каґазі
- Какруд
- Каламруд
- Кешмеш
- Ларуд
- Малекут
- Марбу
- Муса-Калає
- Сіях-Естахр
- Сіях-Кух
- Сіях-Хулак
- Шіє
- Шір-Чак